# Mat Lucas
Mat Lucas (New York, 31 ottobre 1979) è un attore e doppiatore statunitense.
È conosciuto per aver prestato la voce al personaggio di Anakin Skywalker nella serie animata Star Wars: Clone Wars e nei videogiochi Star Wars: Battlefront II e Star Wars Episodio III: La vendetta dei Sith.
Nonostante il cognome e l'ambiente lavorativo non è comunque imparentato con George Lucas.